# Serguei Nikolàievitx Trubetskoi
Serguei Nikolàievitx Trubetskoi (rus: Сергей Николаевич Трубецкой)  (Akhtyrka, 23 de juliol de 1862 (Julià) - Sant Petersburg, 29 de setembre de 1905 (Julià)), nom complet amb patronímic Serguei Nikolàievitx Trubetskoi, fou un filòsof rus publicista i figura pública de la Casa de Trubetskoi professor i rector de la Universitat Imperial de Moscou. Era germà dels també prínceps Piotr, Grigori i Ievgueni i pare del famós lingüista Nikolai Serguéievitx Trubetskoi.

## Biografia

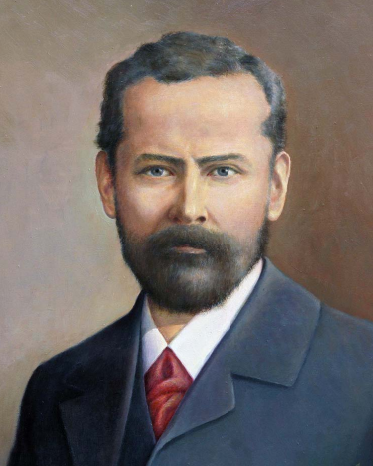
Retrat de S. N. Trubetskoi a la galeria de rectors de la Universitat de Moscou a Mokhovaia

Serguei Trubetskoi va néixer a la família del príncep Nikolai Petróvitx Trubetskoi i la seva segona esposa Sofia, filla d'A.A. Lopukhin. Va passar la seva infància amb nombrosos germans i germanes a la finca Akhtirka, prop de Moscou. En 1874 ell i el seu germà Ievegueni van entrar a estudiar al gymnasium de Kreiman, i el 1877 - a l'escola secundària pública d'homes de Kaluga, on la família es va traslladar en relació amb el nomenament del pare com a vicegovernador.
El 1881, els germans Serguei i Ievgueni van entrar a la Facultat de Dret de la Universitat de Moscou; Serguei, però en dues setmanes es va traslladar a la Facultat d'Història i Filologia, on va estudiar primer al departament històric i després al clàssic. Des del 4t grau del gimnàs, es va interessar per la filosofia; als 16 anys va experimentar un període de fascinació amb el positivisme anglofrancès; en el 7è grau, la lectura de 4 volums de la "Història de la Nova Filosofia" de K. Fischer va marcar l'inici d'un estudi crític de la filosofia; el tomb a la filosofia religiosa es va produir sota la influència de la lectura dels fullets d'Aleksei Khomiakov. En els seus anys d'estudiant va entrar en contacte amb les obres de Vladímir Soloviov, que es va convertir en el seu amic.
El 1885 es va graduar a la Universitat de Moscou i es va deixar al Departament de Filosofia per preparar-se per al professorat. L'any següent va passar els exàmens de màster i, a partir de 1888, va començar a fer classes com a privatdozent. El 1890 va defensar la seva tesi de mestratge "La Metafísica a l'antiga Grècia" i va rebre un mestratge en Filosofia, i el 1900 un doctorat per la seva tesi "La doctrina del Logos en la seva història", després de les quals se li va concedir el títol de Doctor en Filosofia i va ser nomenat professor extraordinari. Des de 1902 és professor ordinari del Departament de Filosofia de la Facultat d'Història i Filologia. Serguei Trubetskoi va impartir al llarg de la seva carrera cursos sobre la filosofia dels Pares de l'Església, història de la filosofia antiga, història de la filosofia contemporània, història del pensament cristià en els primers segles, filosofia de Plató i d'Aristòtil, etc.
A l'hivern de 1892-1893 va anar a la gubèrnia de Riazan per ajudar els camperols famolencs.
A l'estiu de 1895, Serguei Trubetskoi es va establir amb la seva família a la finca "Úzkoie»". Els seus fills, Nikolai i Vladímir, van ser immortalitzats aquí pel seu oncle, el famós escultor Paolo Trubetskoi, que també va visitar Úzkoie el 1895.
En 1899-1901, va enterrar els seus pares, la seva germana, els seus amics més propers i associats (Nikolaï Grot, Vladímir Soloviov, Vassili Preobrajenski). Aquestes pèrdues van commocionar Trubetskoi i van soscavar la seva salut.
Va ser confirmat en el càrrec de conseller d'Estat des de 1902. A l'estiu de 1903, com a cap de la Societat Històrica i Filològica de l'Estudiant, va dirigir la seva expedició per estudiar les antiguitats de Grècia. El 1904 va rebre l'Orde del Salvador de 4t grau.
Juntament amb L.M. Lopatin va ser l'editor de la revista "Qüestions de Filosofia i Psicologia" rus: Вопросы философии и психологии Voprossi filossofii i psikhologuii (1900—1905).
Al maig de 1905, va participar en la Conferència dels Zemstvo de Totes les Rússies, celebrada a la casa de la patrona Margarita Morózova. Fou és el primer rector electe de la Universitat de Moscou a la tardor de 1905.
El 29 de setembre de 1905, en una recepció amb el ministre d'Educació de Trubetskoi, va patir una hemorràgia cerebral de la qual va morir, mentre la seva universitat es veia assetjada per conflictes estudiantils, a causa dels esdeveniments del 1905.
Està enterrat al cementiri del monestir de Donskoi, a Moscou.

## Algunes publicacions
- (rus) La metafísica a l'antiga Grècia, 1890
- (rus) La doctrina del Logos en la seva història. Estudi filosòfic-històric, 1900
- (rus) Història de la filosofia antiga, 1906-1908
- (rus) Obres completes del príncep S. N. Trubetskoi, 1906-1912